# Glândula de sal

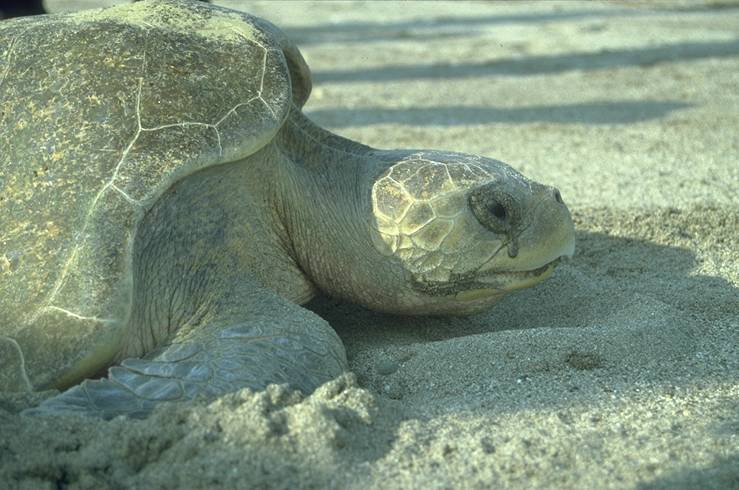
As tartarugas-do-mar eliminam o excesso de sais através dos canais lacrimais, podendo-se observar um "choro" quando fora de água.

A glândula de sal é um órgão que elimina do organismo o excesso de sais presente nos Elasmobranchii (tubarões, raias), aves marinhas e alguns répteis. Nos tubarões a glândula encontra-se no reto, nas aves e nos répteis no crânio, na área dos olhos, narinas ou boca. Estas glândulas mantêm o equilíbrio de sais e permitem aos vertebrados marinhos beber água do mar.